# Selección de rugby playa de Argentina
La selección de rugby playa de Argentina es el representativo de dicho país en las competencias internacionales oficiales de rugby desarrolladas en playa.

## Participación en copas

### Juegos Suramericanos
- Punta del Este y Montevideo 2009: 1º puesto
- Manta 2011: 1º puesto
- La Guaira 2014: 1º puesto
- Rosario 2019: 1º puesto
- Santa Marta 2023: 3º puesto

## Palmarés
- Juegos Suramericanos: 
  -  Medalla de oro: 2009, 2011, 2014, 2019
  -  Medalla de bronce: 2023

- Desafio Beach Rugby Brasil : 2014,[1] 2015,[2] 2017,[3] 2018,[4] 2019,[5] 2022[6]